# Frank Menz
Pour les articles homonymes, voir Menz (homonymie).
Frank Menz, né le 27 février 1964, à Berlin, en République fédérale d'Allemagne, est un joueur et entraîneur allemand de basket-ball.